# Rose Byrne
Mary Rose Byrne (Balmain, Sydney, 24 de juliol de 1979) és una actriu australiana.
Byrne va fer el seu debut a la pantalla gran el 1994 amb un petit paper a la pel·lícula Dallas Doll. El 2000 va ser protagonista a la pel·lícula australiana The Goddess of 1967, que li va donar, en el Festival de Cinema de Venècia, el premi a la Millor Actriu.
Des de 2007, ha interpretat Ellen Parsons a la sèrie de televisió Danys i perjudicis, amb què ha guanyat els seus dos Globus d'Or i dues nominacions als premis Emmy. El 2011 ha protagonitzat les pel·lícules Insidious, X-Men: First Class i Bridesmaids.

## Biografia
Rose Byrne és filla de Robin Byrne, investigador i de Jan Byrne, directora d'una escola aborigen. Té tres germans més grans, Alice (pintora de Melbourne), Lucy (publicista) i George (cantant i compositor de Sídney). Té ascendència escocesa i irlandesa.
Va debutar en la pantalla gran amb Dallas Doll el 1994; les seves primeres aparicions van ser petits papers en la seva Austràlia natal. També va aparèixer en la telenovel·la Tiro Point i la sèrie Heartbreak High. Quan encara era a l'escola primària, des dels vuit anys ja va participar al projecte Australian Theatre for Young People (Teatre australià per a gent jove), una companyia de teatre que desenvolupa talent jove.
El 1998 el seu nom es va afegir al repartiment de Two Hands de Gregor Jordan, al costat d'un encara desconegut Heath Ledger. Aquesta pel·lícula va ser un gran èxit i va obtenir elogis del públic i de la crítica. Indubtablement, directors dels Estats Units s'hi van fixar després de la premiere de Dues mans al Festival de Cinema de Sundance el 1999, però no apareixeria en una pel·lícula de Hollywood fins a diversos anys després, quan va obtenir un petit paper en Star Wars: Episode II - Attack of the Clons. Feia de Dormé, la lleial serventa de la senadora Amidala, on «havia d'estar darrere de Natalie Portman i semblar seriosa». Va passar a ser una actriu de culte.
Després d'aquesta experiència va rebre el seu primer paper protagonista en The Goddess of 1967 de Clara Law, el 2000, on interpretava a una jove cega, emocionalment inestable a causa dels abusos que va sofrir. Per preparar el seu paper, va aprendre i va practicar durant quatre setmanes mímica per poder expressar amb el cos els sentiments d'aquest personatge. Va ser el paper més difícil de la seva vida, però amb el qual es va sentir més satisfeta. Els crítics mai van ser més d'acord i al festival de Venècia de 2000 va rebre la Copa Volpi a la millor actriu.
Més tard va venir My Mother Frank, on també va aconseguir grans elogis per part de la crítica.
Després de l'estrena de Star Wars: Episode II - Attack of the Clons va aparèixer en un petit paper secundari en City of Ghosts de Matt Dillon.
Els següents projectes també van rebre grans elogis per part de la crítica: The Rage in Placid Lake, The Night We Called It a Day i I Capture the Castle, totes de 2003. En I Capture the Castle va interpretar a la bella filla d'una família anglesa completament pobra, que utilitza com a via cap a la riquesa a Rose, intentant fer un bon matrimoni; la pel·lícula és l'adaptació al cinema de la novel·la del mateix nom, que és tot un clàssic a Regne Unit.

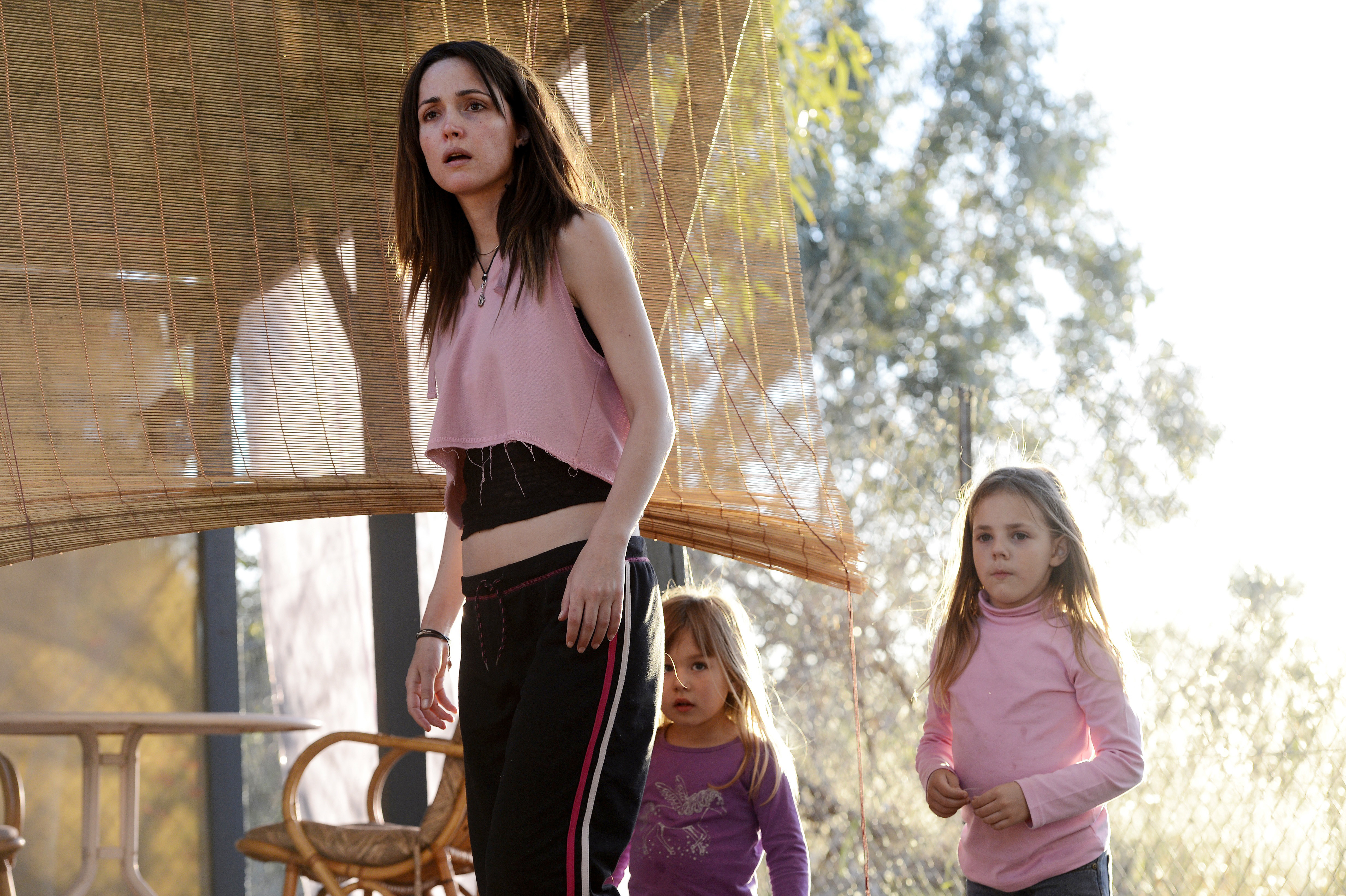
Byrne gravant The Turning el 2012

El 2004, Rose va aconseguir ser Briseida a Troia de Wolfgang Petersen, al costat de Brad Pitt, Eric Bana, Orlando Bloom i Peter O'Toole. Era un paper secundari, d'una cosina d'Héctor i Paris que decideix ser sacerdotessa d'Apol·lo, però en desfermar-se la Guerra de Troia es converteix en l'esclava i en l'objecte de desig d'Aquil·les, però aconsegueix fer ombra al personatge d'Helena de Troia,
interpretada per Diane Kruger.
En aquell mateix any, i treballant també amb la seva companya de Troia, Diane Kruger, va aparèixer en Wicker Park, el remake estatunidenc d'una pel·lícula francesa titulada L'apartament. Va ser el seu primer paper obscur, on un home intenta trobar a la dona de la qual s'ha enamorat d'una manera obsessiva, mentre que és manipulat per una altra (Rose), que tracta d'apartar-los.
El 2005 va tornar a treballar amb un altre dels seus companys de Troia, Peter O'Toole, en una miniserie de la BBC, Casanova, on feia d'Edith, una de les criades d'un vell Casanova a la fi del segle xviii.
Sense sortir d'aquest segle va aconseguir treballar a les ordres de Sofia Coppola en Marie Antoinette fent de Duquessa de Polignac, una de les millors amigues de la reina. Poc després va aconseguir un paper en Sunshine de Danny Boyle, un thriller de ciència-ficció.
El 2007, va protagonitzar al costat de Glenn Close la sèrie Damages, on va interpretar a Ellen Parsons, una advocada ambiciosa que es deixa portar per les cruels intencions de Glenn Close fins al final de la sèrie. Pel seu paper, va estar nominada al Globus d'Or a la millor actriu secundària en una sèrie.
El 2008 va protagonitzar al costat d'Hugh Dancy Adam, una pel·lícula sobre un noi amb síndrome d'Asperger.
El 2011 es va unir al repartiment de la pel·lícula X-Men: primera generació on va interpretar a la doctora Moira MacTaggert, una agent de la CIA i l'interès amorós de Charles Xavier (James McAvoy).
El 2012 Rose va aparèixer en la pel·lícula The Place Beyond the Pines on va interpretar a Jennifer al costat dels actors Ryan Gosling i Bradley Cooper.
El 2013 va tornar a interpretar a Renai Lambert, la mare d'un nen posseït en la pel·lícula Insidious Chapter 2.
El 2014 va aparèixer en la pel·lícula  Neighbors, on va interpretar a Kelly Radner una dona i la seva parella que són pares d'un bebè i es veuen embolicats en una sèrie de conflictes amb els seus nous veïns, una fraternitat estudiantil rebel.
El 2015 va interpretar a Rayna Boyanov, al costat de Melissa McCarthy i Jason Statham en la comèdia  Spy.

## Vida personal
El 1999, Byrne va tenir una relació durant un any amb el director australià Gregor Jordan. Des de 2008 entrena jujutsu i grappling. És amiga de les actrius Krew Boylan i Nadia Townsend, que coneix des que tenien vuit anys. També és amiga de les actrius Glenn Close, Abbie Cornish i Pia Miranda. Byrne va ser dama d'honor en les noces de Krew el 2012.
Byrne va festejar l'escriptor, director i actor australià Brendan Cowell durant sis anys. Cowell es va traslladar de Sydney a la ciutat de Nova York, seguint l'èxit de Byrne a Damages. La relació va acabar el gener de 2010.
El 2012, Byrne va començar a sortir amb l'actor americà Bobby Cannavale. La parella té dos fills. El febrer de 2016, va nàixer el seu fill, Rocco. Ella i Cannavale va tenir el seu segon fill junt, Rafa, el novembre de 2017. Des de 2013, viu a Nova York.

## Filmografia

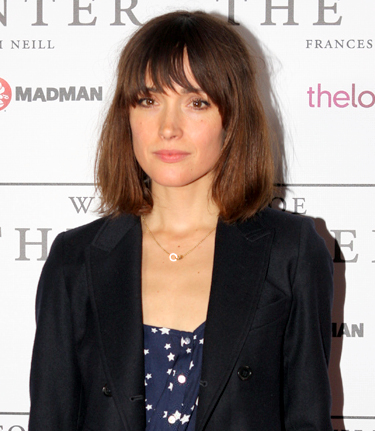
Rose Byrne en l'estrena de la pel·lícula The Hunter el 2011.

### Cinema
| Any  | Títol                                                                                 | Personatge            | Notes                                                                                 |
| ---- | ------------------------------------------------------------------------------------- | --------------------- | ------------------------------------------------------------------------------------- |
| 1994 | Dallas Doll                                                                           | Rastus Sommers        | -                                                                                     |
| 1999 | Dues mans (Two Hands)                                                                 | Alex                  | al costat de Heath Ledger i Bryan Brown                                               |
| 1999 | The Don't                                                                             | Sophie                | curtmetratge - Dan Spielman                                                           |
| 2000 | The Goddess of 1967                                                                   | B.G.                  | al costat de Rikiya Kurokawa i Nicholas Hope                                          |
| 2000 | My Mother Frank                                                                       | Jenny                 | al costat de Sinéad Cusack, Sam Neill i Matthew Newton                                |
| 2001 | The Pitch                                                                             | Jove                  | curtmetratge - al costat de Joel Edgerton i Kieran Darcy-Smith                        |
| 2002 | City of Ghosts                                                                        | Sabrina               | -                                                                                     |
| 2002 | Star Wars episodi II: L'atac dels clons (Star Wars: Episode II - Attack of the Clons) | Dormé                 | al costat de Natalie Portman i Ewan McGregor                                          |
| 2002 | Heaven                                                                                | Angie                 | curtmetratge - al costat de Toby Schmitz i Scott Kelly                                |
| 2003 | Take Away                                                                             | Sonja Stilano         | al costat de Vince Colosimo i Stephen Curri                                           |
| 2003 | The Rage in Placid Lake                                                               | Gemma Taylor          | al costat de Ben Lee i Miranda Richardson                                             |
| 2003 | The Night We Called It a Day                                                          | Audrey Appleby        | al costat de David Hemmings, Joel Edgerton, Dennis Hopper i Abe Forsythe              |
| 2003 | El castell somiat (I capture the Castle)                                              | Rose Mortmain         | al costat de Marc Blucas, Romola Garai, Bill Nighy i Henry Thomas                     |
| 2004 | Obsessió (Wicker Park)                                                                | Alex                  | al costat de Josh Hartnett, Diane Kruger i Matthew Lillard                            |
| 2004 | Troia                                                                                 | Briseida              | al costat de Brad Pitt, Orlando Bloom, Eric Bana, Peter O'Toole i Nathan Jones        |
| 2005 | The Tenants                                                                           | Irene Bell            | al costat de Dylan McDermott                                                          |
| 2006 | The Dead Girl                                                                         | Leah                  | al costat de James Franco, Toni Collette i Mary Steenburgen                           |
| 2006 | Maria Antonieta (Marie Antoinette)                                                    | Duquessa de Polignac  | al costat de Kirsten Dunst i Jason Schwartzman                                        |
| 2007 | Just Buried                                                                           | Roberta Knickle       | al costat de Jay Baruchel                                                             |
| 2007 | 28 Weeks Later                                                                        | Scarlet               | al costat de Jeremy Renner, Robert Carlyle i Harold Perrineau                         |
| 2007 | Sunshine                                                                              | Cassie                | al costat de Cillian Murphy, Chris Evans, Cliff Curtis i Michelle Yeoh                |
| 2008 | The Tendir Hook                                                                       | Iris                  | al costat d'Hugo Weaving, Matthew Li Nevez i Pia Miranda                              |
| 2009 | Senyals del futur (Knowing)                                                           | Diana Wayland         | al costat de Nicolas Cage i Nadia Townsend                                            |
| 2009 | Adam                                                                                  | Beth Buchwald         | al costat d'Hugh Dancy i Peter Gallagher                                              |
| 2010 | Insidious                                                                             | Renai Lambert         | al costat de Patrick Wilson i Barbara Hershey                                         |
| 2010 | Get Him to the Greek                                                                  | Jackie                | al costat de Russell Brand i Jonah Hill                                               |
| 2010 | I Love You Too                                                                        | Verity                | al costat de Brendan Cowell i Bridie Carter                                           |
| 2011 | X-Men: First Class                                                                    | Dra. Moira MacTaggert | al costat de James McAvoy, Michael Fassbender, Jennifer Lawrence i Nicholas Hoult     |
| 2011 | Bridesmaids                                                                           | Helen                 | al costat de Jon Hamm, Kristen Wiig i Chris O'Dowd                                    |
| 2012 | The Place Beyond the Pines                                                            | Jennifer              | al costat de Ryan Gosling, Bradley Cooper i Eva Mendes                                |
| 2013 | Insidious Chapter 2                                                                   | Renai Lambert         | al costat de Patrick Wilson, Barbara Hershey, Ty Simpkins i Andrew Astor              |
| 2013 | The Turning                                                                           | Rau                   | al costat de Cate Blanchett, Hugo Weaving, Miranda Otto, Callen Mulvey i Susie Porter |
| 2013 | The Internship                                                                        | Dana                  | al costat de Will Ferrell, Owen Wilson, John Goodman, Vince Vaughn i Jessica Szohr    |
| 2013 | I Give It a Year                                                                      | Nat                   | al costat d'Anna Faris, Simon Baker, Rafe Spall, Minnie Driver i Jason Flemyng        |
| 2014 | Annie                                                                                 | Grace                 | al costat de Cameron Diaz, Quvenzhané Wallis i Jamie Foxx                             |
| 2014 | I aquí us deixo (This Is Where I Leave You)                                           | Penny                 | al costat de Jason Bateman, Timothy Olyphant, Abigail Spencer i Dax Shepard           |
| 2014 | Neighbors                                                                             | Kelly Radner          | al costat de Seth Rogen, Zac Efron i Dave Franco                                      |
| 2015 | Adult Beginners                                                                       | Justine               | al costat de Nick Kroll i Bobby Cannavale                                             |
| 2015 | Spy                                                                                   | Rayna Boyanov         | al costat de Melissa McCarthy i Jude Law                                              |
| 2016 | X-Men: Apocalypse                                                                     | Dra. Moira MacTaggert | al costat d'Hugh Jackman, Jennifer Lawrence i Michael Fassbender                      |
| 2016 | Neighbors 2: Sorority Rising                                                          | Kelly Radner          | al costat de Seth Rogen, Zac Efron, Dave Franco, Chloë Grace Moretz i Selena Gomez    |

### Sèries de televisió
| Any         | Títol                        | Personatge        | Notes                         |
| ----------- | ---------------------------- | ----------------- | ----------------------------- |
| 1982-1986   | Knight Power                 | Charlotte (voice) |                               |
| 1995        | Tiro Point                   | Belinda O'Connor  | -                             |
| 1996        | G.P.                         | Rebecca           | episodi "A Man of Action"     |
| 1997        | Wildside                     | Heidi Benson      | Dos episodis                  |
| 1997        | Fallin Angels                | Siobhan           | episodi "Lerve, Lerve, Lerve" |
| 1999        | Heartbreak High              | Carly Whitely     | Tres episodis                 |
| 1999        | Big Sky                      | Angie             | episodi "A Family Affair"     |
| 2000        | Murder Call                  | Sarah Watson      | episodi "Still Life"          |
| 2005        | Casanova                     | Edith             | Tres episodis - minisèrie     |
| 2007 - 2012 | Danys i perjudicis (Damages) | Ellen Parsons     | 59 episodis                   |
| 2012        | American Dad                 | Jenny             | episodi "Ricky Spanish"       |
| 2013        | Portlandia                   | Promesa de Fred   | episodi "Soft Opening"        |

## Premis i nominacions

### Premis
- 2000. Copa Volpi per la millor interpretació femenina per The Goddess of 1967

### Nominacions
- 2008. Globus d'Or a la millor actriu secundària en sèrie, minisèrie o telefilm per Danys i perjudicis
- 2009. Primetime Emmy a la millor actriu secundària en sèrie dramàtica per Danys i perjudicis
- 2010. Globus d'Or a la millor actriu secundària en sèrie, minisèrie o telefilm per Danys i perjudicis
- 2010. Primetime Emmy a la millor actriu secundària en sèrie dramàtica per Danys i perjudicis